# 새만금북로
새만금북로(Saemangeumbuk-ro)는 전북특별자치도 군산시 비응도동 신시도입구삼거리와 전주시 덕진구 호성동3가 소양대교를 잇는 전북특별자치도의 도로이다.

## 역사
- 1997년 12월 20일 : 전주시 덕진구 용정동 ~ 군산시 내초동 45.5km 구간을 자동차 전용도로로 지정[1]
- 2001년 7월 1일 : 내초 ~ 옥산간 도로(군장산업기지 진입도로, 군산시 내초동 ~ 옥산면 당북리) 11.7km 구간 확장 개통[2]
- 2001년 12월 31일 : 옥산 ~ 대야간 도로(군장산업기지 진입도로, 군산시 옥산면 당북리 ~ 대야면 복교리, 군산시 개정면 운회리 ~ 옥석리) 9.8km 구간 확장 개통[3]
- 2002년 5월 28일 : 대야 ~ 공덕 ~ 전주간 도로(전주시 덕진구 조촌동 ~ 군산시 대야면 지경리) 25.9km 구간 확장 개통[4]
- 2009년 7월 10일 : 2개 이상 시·군에 걸쳐 있는 도로로 새만금북로를 고시[5]
- 2011년 3월 28일 : 전주시 덕진구 용정동 ~ 완주군 용진면 용흥리 11.23km 구간을 자동차 전용도로로 지정[6]
- 2015년 2월 13일 : 용정 ~ 용진간 도로 중 용정 교차로 ~ 반월 교차로(전주시 덕진구 용정동 ~ 고량동) 3.2km 구간 확장 개통[7]
- 2016년 10월 28일 : 용정 ~ 용진간 도로 중 반월 교차로 ~ 용진 교차로 (전주시 덕진구 고량동 ~ 완주군 용진읍 용흥리) 8.0km 구간 확장 개통[8]
- 2016년 10월 28일 : 용정 ~ 용진간 도로 중 반월 교차로 ~ 용진 교차로 (전주시 덕진구 고량동 ~ 완주군 용진읍 용흥리) 8.0km 구간 개통을 11월로 연기[9]
- 2016년 11월 10일 : 용정 ~ 용진간 도로 중 반월 교차로 ~ 용진 교차로 (전주시 덕진구 고량동 ~ 완주군 용진읍 용흥리) 8.0km 구간 확장 개통[10]

## 주요 경유지
전북특별자치도
- 군산시 (비응도동 · 오식도동 · 내초동 · 산북동 · 개사동 · 신관동 · 미룡동 · 옥구읍 · 옥산면 · 개정면 · 대야면) - 익산시 오산면 - 김제시 (공덕면 · 백구면) - 익산시 춘포면 - 전주시 덕진구 (도도동 · 도덕동 · 성덕동 · 용정동 · 반월동 · 고랑동 · 전미동2가 · 전미동1가 · 호성동3가) - 완주군 용진읍

## 노선
- (■): 자동차 전용도로 구간

| 이름                        | 접속 노선                                           | 소재지                         | 소재지                              | 비고                                                       |
| --------------------------- | --------------------------------------------------- | ------------------------------ | ----------------------------------- | ---------------------------------------------------------- |
| 신시도입구삼거리            | 국도 제77호선 (새만금로) 비응로                     | 군산시                         | 소룡동                              | 국도 제77호선 구간                                         |
| 한국중부발전소삼거리        | 군산산단로                                          | 군산시                         | 소룡동                              | 국도 제77호선 구간                                         |
| 한남금속삼거리              | 자유무역로                                          | 군산시                         | 소룡동                              | 국도 제77호선 구간                                         |
| 조달청비축기지삼거리        | 무역로                                              | 군산시                         | 소룡동                              | 국도 제77호선 구간                                         |
| 거산빌딩삼거리              | 산단남북로                                          | 군산시                         | 소룡동                              | 국도 제77호선 구간                                         |
| (이름 없음)                 | 가도로                                              | 군산시                         | 소룡동                              | 국도 제77호선 구간                                         |
| 엑스포 교차로               | 국도 제4호선 국도 제21호선 국도 제77호선 (동장산로) | 군산시                         | 소룡동                              | 국도 제77호선 구간 국도 제21호선 구간                      |
| 내초사거리                  | 내초로                                              | 군산시                         | 미성동                              | 국도 제21호선 구간                                         |
| 매립장삼거리                |                                                     | 군산시                         | 미성동                              | 국도 제21호선 구간                                         |
| 옥녀 교차로                 | 옥녀로                                              | 군산시                         | 미성동                              | 국도 제21호선 구간                                         |
| 공항 교차로                 | 국도 제26호선 (공항로)                              | 군산시                         | 미성동                              | 국도 제21호선 구간                                         |
| 군산대 교차로               | 대학로                                              | 군산시                         | 나운동                              | 국도 제21호선 구간                                         |
| 미룡교                      |                                                     | 군산시                         | 나운동                              | 국도 제21호선 구간                                         |
| 당북 교차로                 | 월명로                                              | 군산시                         | 옥산면                              | 국도 제21호선 구간                                         |
| 옥산1교 옥산2교 옥산3교     |                                                     | 군산시                         | 옥산면                              | 국도 제21호선 구간                                         |
| 옥산 교차로                 | 지방도 제709호선 (옥산로)                           | 군산시                         | 옥산면                              | 국도 제21호선 구간                                         |
| 쌍봉교 봉동교               |                                                     | 군산시                         | 옥산면                              | 국도 제21호선 구간                                         |
| 개정 교차로                 | 국도 제29호선 (금강로)                              | 군산시                         | 개정면                              | 국도 제21, 29호선 구간                                     |
| 신기교                      |                                                     | 군산시                         | 개정면                              | 국도 제21, 29호선 구간                                     |
| 옥석육교                    |                                                     | 군산시                         | 개정면                              | 국도 제21, 29호선 구간                                     |
| 대야면                      |                                                     | 군산시                         |                                     | 국도 제21, 29호선 구간                                     |
| 동군산 나들목 (대야 교차로) | 15호선 서해안고속도로 국도 제29호선 (금만로)        | 군산시                         |                                     | 국도 제21, 29호선 구간                                     |
| 복교1교 복교2교 탑천교      |                                                     | 군산시                         | 국도 제21호선 구간                  |                                                            |
| 신지교                      |                                                     |                                | 국도 제21호선 구간                  |                                                            |
| 익산시                      | 오산면                                              |                                | 국도 제21호선 구간                  |                                                            |
| 익산시                      | 오산면                                              | 공덕대교                       | 국도 제21호선 구간                  |                                                            |
| 김제시                      | 공덕면                                              |                                | 국도 제21호선 구간                  |                                                            |
| 김제시                      | 공덕면                                              | 공덕 교차로                    | 국도 제21호선 구간                  | 국도 제23호선 (하공로)                                     |
| 김제시                      | 공덕면                                              | 공덕졸음쉼터                   | 국도 제21호선 구간                  |                                                            |
| 김제시                      | 공덕면                                              | 마현교 마현1교 마현2교 마현3교 | 국도 제21호선 구간                  |                                                            |
| 김제시                      | 공덕면                                              | 부용교                         | 국도 제21호선 구간                  |                                                            |
| 김제시                      | 백구면                                              |                                | 국도 제21호선 구간                  |                                                            |
| 김제시                      | 목과철도육교 월봉교                                 |                                | 국도 제21호선 구간                  |                                                            |
| 김제시                      | 학동 교차로                                         | 국도 제26호선 (번영로)         | 국도 제21호선 구간                  |                                                            |
| 김제시                      | 마산1교                                             |                                | 국도 제21호선 구간                  |                                                            |
| 익산시                      | 춘포면                                              |                                | 국도 제21호선 구간                  |                                                            |
| 익산시                      | 춘포면                                              | 마산2교                        | 국도 제21호선 구간                  |                                                            |
| 전주시                      | 덕진구                                              |                                | 국도 제21호선 구간                  |                                                            |
| 전주시                      | 덕진구                                              | 마산3교 도도교                 | 국도 제21호선 구간                  |                                                            |
| 전주시                      | 덕진구                                              | 도도 교차로                    | 국도 제26호선 (번영로)              | 국도 제21호선 구간 전주 방면 진입 불가 군산 방면 진출 불가 |
| 전주시                      | 덕진구                                              | 용정 분기점                    | 국도 제1호선 국도 제27호선 (호남로) | 국도 제21호선 구간                                         |
| 전주시                      | 덕진구                                              | 용신교 소촌교 암실교 구중교    |                                     | 국도 제21호선 구간                                         |
| 전주시                      | 덕진구                                              | 반월 교차로                    | 삼례로                              | 국도 제21호선 구간                                         |
| 전주시                      | 덕진구                                              | 전주천교                       |                                     | 국도 제21호선 구간                                         |
| 전주시                      | 덕진구                                              | 신미 교차로 (신미지하차도)     | 고내천변로 전미로                   | 국도 제21호선 구간                                         |
| 전주시                      | 덕진구                                              | 전미졸음쉼터                   |                                     | 국도 제21호선 구간 군산 방면 전용                          |
| 전주시                      | 덕진구                                              | 전미 교차로 (전미지하차도)     | 고내천변로 과학로 소양천변로        | 국도 제21호선 구간                                         |
| 전주시                      | 덕진구                                              | 하오교 소양대교                |                                     | 국도 제21호선 구간                                         |
| 용정 ~ 용진간 도로와 직결   |                                                     |                                |                                     |                                                            |

## 주요 건물 및 시설
- 군산새만금컨벤션센터 (전북특별자치도 군산시 새만금북로 437)
- 새만금개발청 (전북특별자치도 군산시 새만금북로 466)

## 미래
전주시 국도대체우회도로 (전주시 덕진구 우아동 ~ 도도동)가 모두 완공되면 이 도로를 통해 국도 제21호선과 국도 제26호선이 지날 계획이다.

## 자동차 전용도로 구간
도도 교차로부터 용진 교차로까지 구간은 국토해양부에서 지정한 자동차 전용도로 구간이므로 보행자, 자전거 등은 통행할 수 없다. 이륜자동차 (모터사이클 혹은 오토바이)는 긴급자동차(싸이카 및 소방용 모터사이클 등)에 한해 통행이 가능하며, 그 밖의 이륜자동차와 경운기 우마차 트랙터 손수레는 통행할 수 없다.